# Lechia Gdańsk
Lechia Gdańsk este un club de fotbal din Gdańsk, Polonia. Echipa susține meciurile de acasă pe PGE Arena Gdańsk (Baltic Arena) cu o capacitate de 44.000 de locuri.

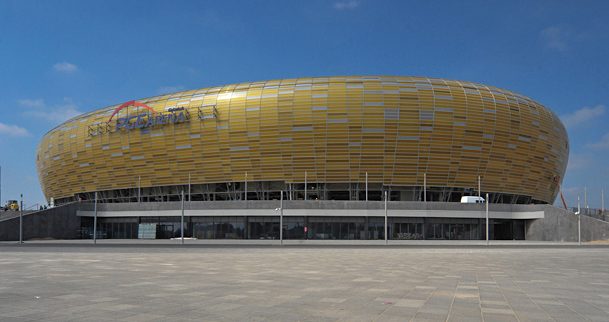
PGE Arena Gdańsk (Baltic Arena)

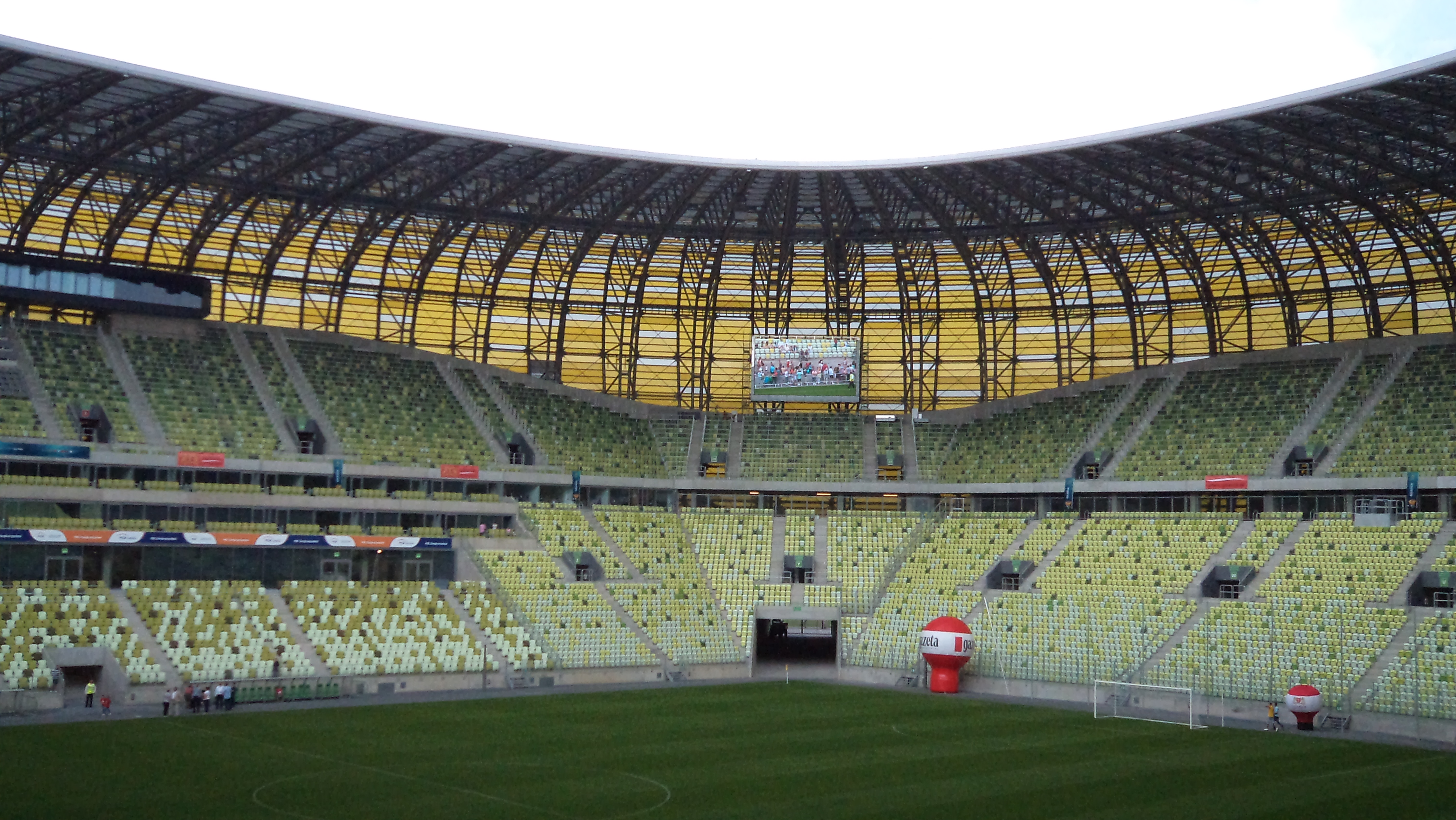
PGE Arena Gdańsk (Baltic Arena)